# Per Hübinette
Per Hübinette (i riksdagen kallad Hübinette i Gryttby) , född 31 oktober 1835 i Vendels församling, Uppsala län, död där 28 december 1911, var en svensk hemmansägare, nämndeman och riksdagsman.
Hübinette var hemmansägare i Gryttby i Vendels socken. Som politiker var han ledamot av riksdagens andra kammare, invald i Norunda och Örbyhus häraders valkrets.